# Coiffure wave

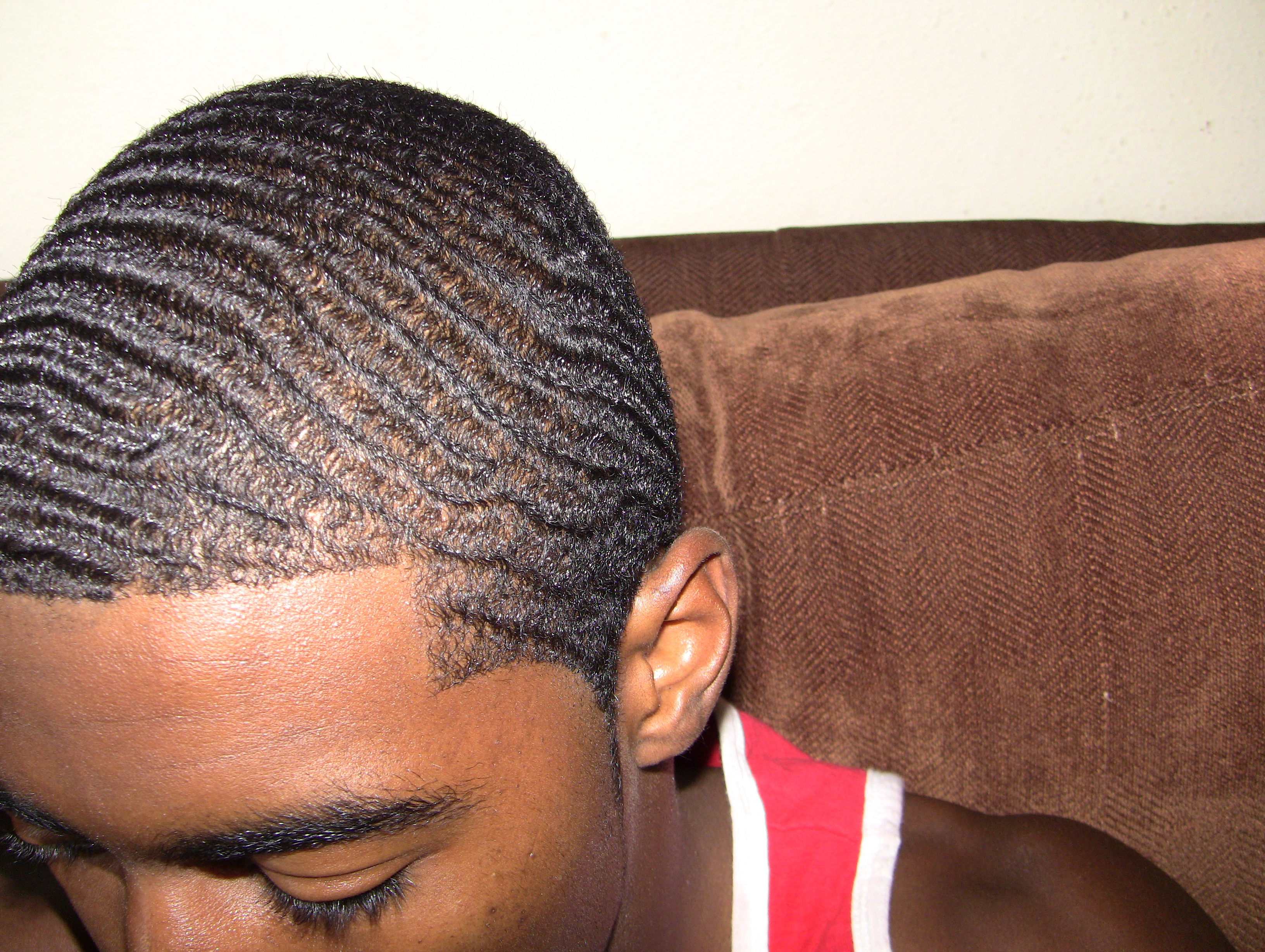
Exemple de coiffure wave (360 waves).

Une coiffure wave est un style de coiffure, dont les cheveux, une fois disciplinés, forment un motif qui s’apparente à des ondulations provoquées à la surface d’un étang. Il s’agit d’un style capillaire que l’on retrouve majoritairement chez les personnes afro-descendantes.
La structure des cheveux de personnes à peau foncée, d’origine africaine, a une certaine forme. Lors de la pousse du cheveu, sa structure se transforme très tôt en un ressort à l’image d’une spirale. C’est donc grâce à cette particularité que la coiffure wave trouve son essence.

## Présentation
Une coiffure wave n’est que le résultat final du traitement particulier effectué sur des cheveux dits bouclés ou crépus. La coiffure est obtenue par un brossage et/ou un peignage fréquent des boucles qui finissent par s’aplatir à l’aide d'un couvre-chef communément appelé durag,.
L’usage d’un durag permet de préserver l'hydratation tout en comprimant les cheveux et en les maintenant en place,.
L’utilisation des pommades nourrissantes et hydratantes pour les cheveux aide également à maintenir les cheveux en place tout en empêchant qu'ils ne deviennent trop rêches.
Au début du XXe siècle, de nombreux hommes afro-américains cherchaient à se coiffer avec des produits modifiant la texture des cheveux, tels que des défrisants, dont la caractéristique est de rendre le cheveu frisé plus souple et plus maniable. Les hommes produisaient des waves en se lavant les cheveux, puis en les recouvrant d’un tissu juste après avoir mis une crème hydratante. C’est ainsi que le « waves hairstyle », la coiffure wave, est devenue une coiffure populaire.
La coiffure wave connait plusieurs variantes en fonction de l’angle de couverture de l’ondulation produite sur la tête.
Quatre styles sont recensés[réf. souhaitée] : 180 waves, 360 waves, 540 waves, 720 waves.

## Référence
1. ↑  (en-US) Alexander-Julian Gibbson, « How to Get Waves », sur GQ (consulté le 22 octobre 2020)
2. ↑  (en-US) Sandra E. Garcia, « The Durag, Explained (Published 2018) », The New York Times,‎ 14 mai 2018 (ISSN 0362-4331, lire en ligne, consulté le 22 octobre 2020)
3. ↑  (en-US) Lamar Dawson, « How to Tie a Durag, According to A$AP Ferg », GQ,‎ 6 avril 2018 (lire en ligne, consulté le 22 octobre 2020)
4. ↑  « How to Get 360 Waves For Beginners », sur www.howtoget360waves.com (consulté le 22 octobre 2020)
5. ↑  (en) Ayana Byrd et Lori Tharps, Hair Story: Untangling the Roots of Black Hair in America, St. Martin's Publishing Group, 15 avril 2014 (ISBN 978-1-4668-7210-3, lire en ligne)